# Нестелей Іван Федорович
Нестелей Іван Федорович (*1710, Зіньків — †до 1781, Нова Басань) — український військовий та державний діяч доби Гетьманщини, військовий канцелярист, сотник Басанської сотні, полковий хорунжий.

## Біографія
Народився у козацькій сім'ї. Навчався у Києво-Могилянській академії до 1734. У своєму поданні до Генеральної військової канцелярії «сіятельнішому князю генерал-лейтенанту А. І. Шаховському» повідомляв, що «по обученіи Кіевскіх латинских і Богословских наук» бажав служити у Генеральній військовій канцелярії.
9 травня 1734 зарахований до Генеральної військової канцелярії військовим канцеляристом з випробувальним терміном. А через кілька місяців отримав атестат, підписаний писарем канцелярії М. Турковським, в якому відзначалося його «тщательное и неленостное служеніе и способность к дѣлам канцелярским». Служив тут до 1738.
Обраний сотником Басанської сотні Переяславського полку (1738–1768). У відставку вийшов у чині полкового хорунжого.
Був одружений з дочкою ічнянського сотника Г. Стороженка Тетяною і таким чином поріднився з нащадками гетьмана Богдана Хмельницького.